# Anthurium dolichostachyum
Anthurium dolichostachyum är en kallaväxtart som beskrevs av Luis Aloysius, Luigi Sodiro. Anthurium dolichostachyum ingår i släktet Anthurium och familjen kallaväxter. Inga underarter finns listade.